# 女性政治家

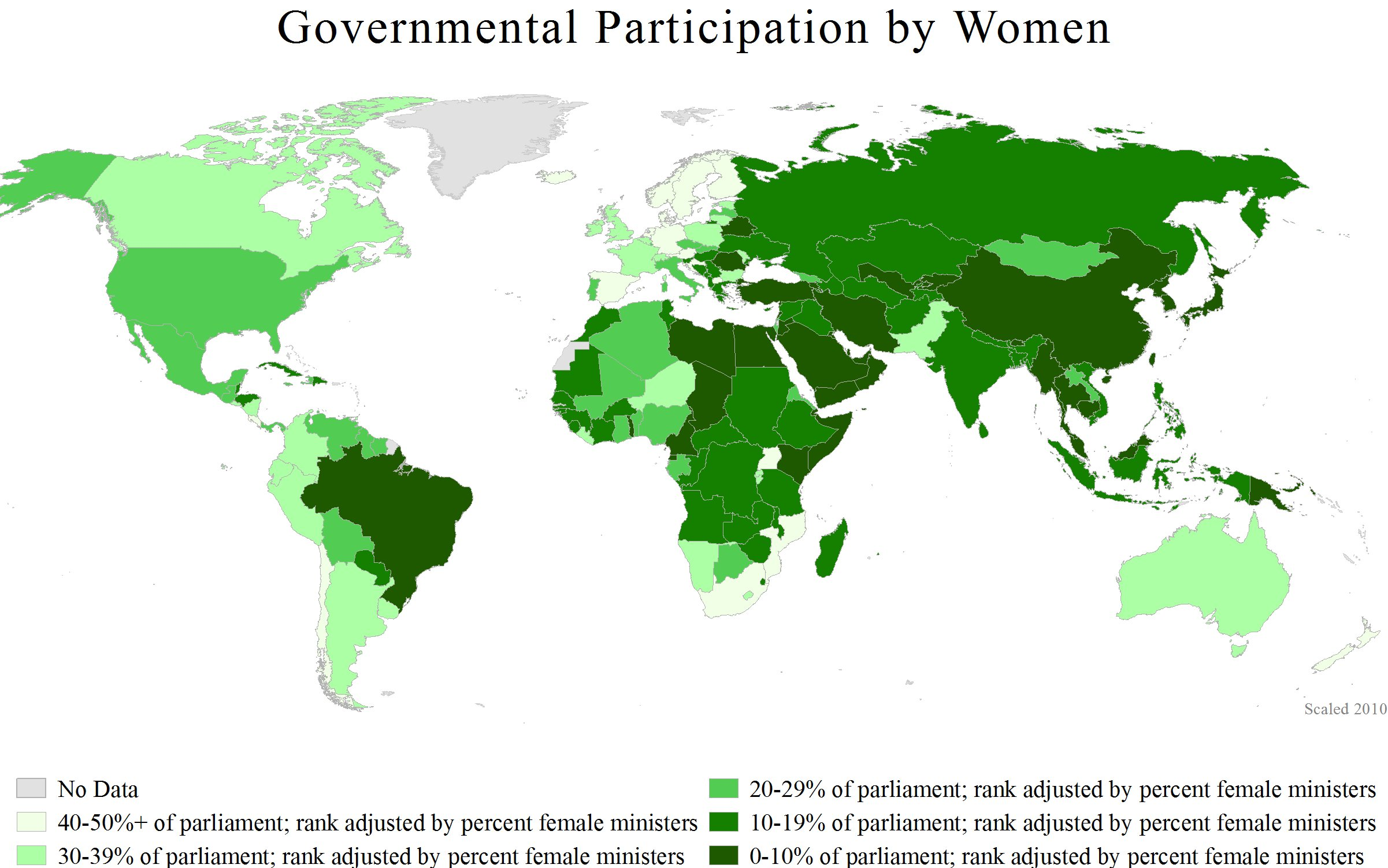
女性の政治参加を示す世界地図（2010年）

女性政治家（じょせいせいじか）とは、女性の政治家。
世界の各文明における女性の政治的な地位は男性に劣後することがほとんどで、女性が政治に参与することは世襲・血縁による場合を除いて稀であった。この歴史的傾向は改善されてきてはいるものの、依然として続いている。

## 女性国会議員
2024年2月16日時点において、女性国会議員比率の世界平均は26.5%である。また、191ヶ国の上院下院の両院又は一院制の各国国会における女性議員比率の上位10ヶ国、主要国、及び下位5ヶ国は、下の表のとおりである。
| 順位 | 国名               | 女性議員比率 |
| ---- | ------------------ | ------------ |
| 1    | キューバ           | 55.7%        |
| 2    | ルワンダ           | 54.7%        |
| 3    | ニカラグア         | 53.8%        |
| 4    | メキシコ           | 50.5%        |
| 5    | アンドラ           | 50.0%        |
| 5    | アラブ首長国連邦   | 50.0%        |
| 7    | ボリビア           | 48.2%        |
| 8    | アイスランド       | 47.6%        |
| 9    | コスタリカ         | 47.4%        |
| 10   | スウェーデン       | 46.7%        |
|      |                    |              |
| 13   | 南アフリカ共和国   | 45.8%        |
| 15   | ニュージーランド   | 45.5%        |
| 18   | オーストラリア     | 44.2%        |
| 19   | スペイン           | 43.4%        |
| 20   | アルゼンチン       | 43.2%        |
| 39   | フランス           | 36.9%        |
| 42   | カナダ             | 35.9%        |
| 46   | ドイツ             | 35.5%        |
| 50   | イタリア           | 33.6%        |
| 59   | イギリス           | 31.6%        |
| 79   | アメリカ合衆国     | 28.3%        |
| 92   | 中国               | 26.5%        |
| 115  | インドネシア       | 21.9%        |
| 129  | サウジアラビア     | 19.9%        |
| 129  | トルコ             | 19.9%        |
| 133  | 韓国               | 19.2%        |
| 139  | ブラジル           | 17.5%        |
| 142  | ロシア             | 17.1%        |
| 148  | 日本               | 16.0%        |
| 160  | インド             | 14.2%        |
|      |                    |              |
| 187  | クウェート         | 3.1%         |
| 188  | パプアニューギニア | 2.7%         |
| 189  | バヌアツ           | 2.0%         |
| 190  | イエメン           | 0.3%         |
| 191  | ハイチ             | 0.0%         |
|      | 世界               | 26.5%        |

主な英語圏の民主主義国は、主に上位40 %に位置する。ニュージーランドは45.5%で191ヶ国中15位、オーストラリアは44.2%で18位、カナダは35.9%で42位、イギリスは31.6%で59位、アメリカ合衆国は28.3%で79位である。ただし、これら全ての各国国会における下院及び上院が、完全に民主的に選出された訳ではない点に注意する必要性がある。

### 日本
1947年に現在の日本国憲法が施行されたことで、日本の女性参政権が明確に保障された。しかし、2024年2月時点で女性国会議員の割合は16.0%で世界第148位（191か国中）であり、世界平均の26.5%を下回っている。
下の表は、日本の衆参両院における女性議員の議席数及び議員定数に対する女性議員の議席数の割合を示す。衆議院の表では総選挙における女性議員の当選議席数を記載し、参議院の表では通常選挙後の国会召集日における議席数を記載している。
| 回 | 年     | 議席数 | 議員定数 | 割合  |
| -- | ------ | ------ | -------- | ----- |
| 22 | 1946年 | 39     | 466      | 8.4%  |
| 23 | 1947年 | 15     | 466      | 3.2%  |
| 24 | 1949年 | 12     | 466      | 2.6%  |
| 25 | 1952年 | 9      | 466      | 1.9%  |
| 26 | 1953年 | 9      | 466      | 1.9%  |
| 27 | 1955年 | 8      | 467      | 1.7%  |
| 28 | 1958年 | 11     | 467      | 2.4%  |
| 29 | 1960年 | 7      | 467      | 1.5%  |
| 30 | 1963年 | 7      | 467      | 1.5%  |
| 31 | 1967年 | 7      | 486      | 1.4%  |
| 32 | 1969年 | 8      | 486      | 1.6%  |
| 33 | 1972年 | 7      | 491      | 1.4%  |
| 34 | 1976年 | 6      | 511      | 1.2%  |
| 35 | 1979年 | 11     | 511      | 2.2%  |
| 36 | 1980年 | 9      | 511      | 1.8%  |
| 37 | 1983年 | 8      | 511      | 1.6%  |
| 38 | 1986年 | 7      | 512      | 1.4%  |
| 39 | 1990年 | 12     | 512      | 2.3%  |
| 40 | 1993年 | 14     | 511      | 2.7%  |
| 41 | 1996年 | 23     | 500      | 4.6%  |
| 42 | 2000年 | 35     | 480      | 7.3%  |
| 43 | 2003年 | 34     | 480      | 7.1%  |
| 44 | 2005年 | 43     | 480      | 8.9%  |
| 45 | 2009年 | 54     | 480      | 11.3% |
| 46 | 2012年 | 38     | 480      | 7.9%  |
| 47 | 2014年 | 45     | 475      | 9.5%  |
| 48 | 2017年 | 47     | 465      | 10.1% |
| 49 | 2021年 | 45     | 465      | 9.7%  |
| 50 | 2024年 | 73     | 465      | 15.7% |

| 回 | 年     | 議席数 | 議員定数 | 割合  |
| -- | ------ | ------ | -------- | ----- |
| 1  | 1947年 | 10     | 250      | 4.0%  |
| 2  | 1950年 | 12     | 250      | 4.8%  |
| 3  | 1953年 | 15     | 250      | 6.0%  |
| 4  | 1956年 | 15     | 250      | 6.0%  |
| 5  | 1959年 | 13     | 250      | 5.2%  |
| 6  | 1962年 | 16     | 250      | 6.4%  |
| 7  | 1965年 | 17     | 250      | 6.8%  |
| 8  | 1968年 | 13     | 250      | 5.2%  |
| 9  | 1971年 | 13     | 251      | 5.2%  |
| 10 | 1974年 | 18     | 252      | 7.1%  |
| 11 | 1977年 | 16     | 252      | 6.3%  |
| 12 | 1980年 | 17     | 252      | 6.7%  |
| 13 | 1983年 | 18     | 252      | 7.1%  |
| 14 | 1986年 | 22     | 252      | 8.7%  |
| 15 | 1989年 | 33     | 252      | 13.1% |
| 16 | 1992年 | 37     | 252      | 14.7% |
| 17 | 1995年 | 34     | 252      | 13.5% |
| 18 | 1998年 | 43     | 252      | 17.1% |
| 19 | 2001年 | 38     | 247      | 15.4% |
| 20 | 2004年 | 33     | 242      | 13.6% |
| 21 | 2007年 | 42     | 242      | 17.4% |
| 22 | 2010年 | 44     | 242      | 18.2% |
| 23 | 2013年 | 39     | 242      | 16.1% |
| 24 | 2016年 | 50     | 242      | 20.7% |
| 25 | 2019年 | 56     | 245      | 22.9% |
| 26 | 2022年 | 64     | 248      | 25.8% |
| 27 | 2025年 | 73     | 248      | 29.4% |

### アメリカ合衆国

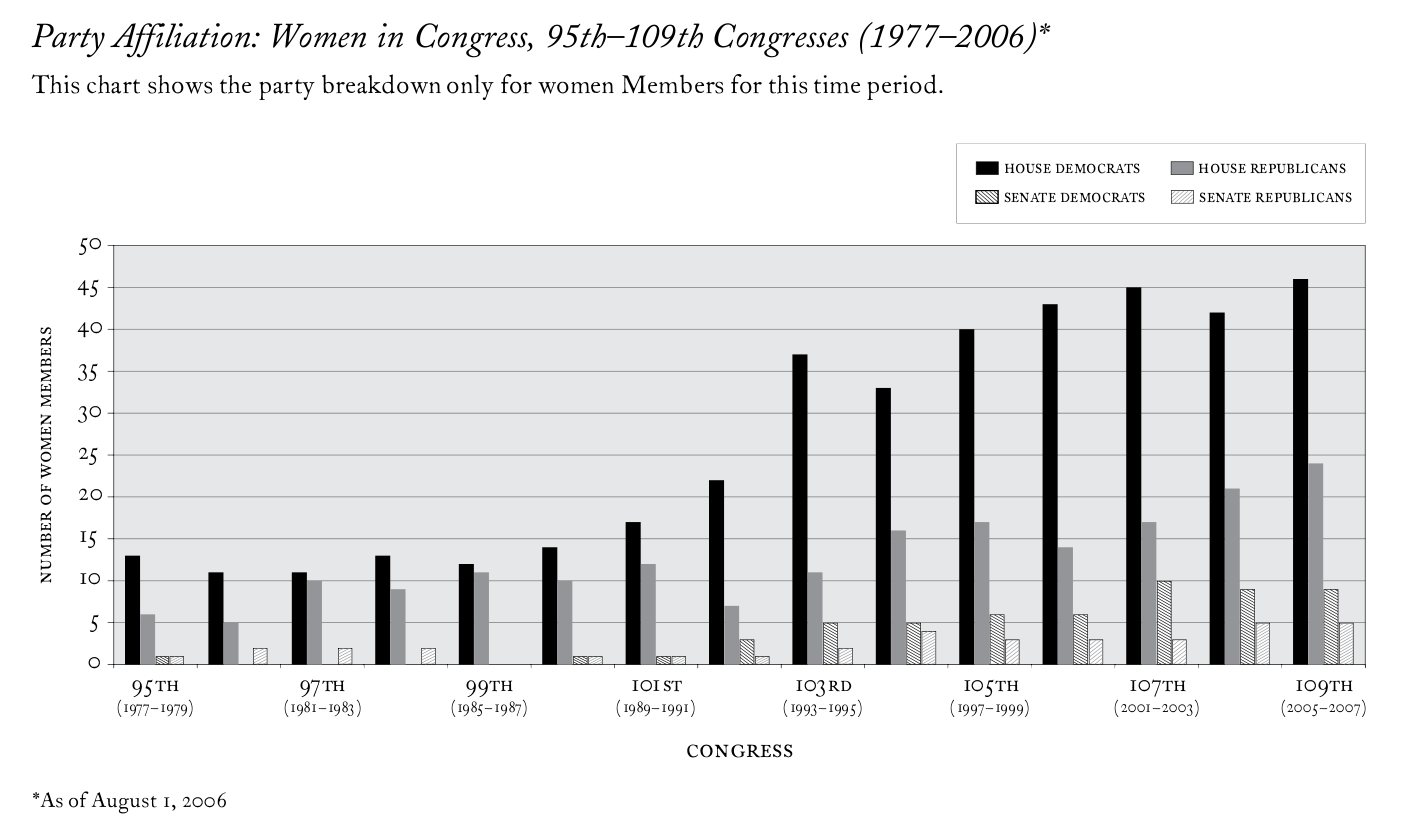
1977–2006年の米国上下両院における女性議員数

2012年の連邦議会選挙において、下院では77人が当選、上院では20人が当選して過去最大の女性議員が誕生した。2019年には、女性政治家は下院で102人、上院で25人になった。

### イギリス
2017年イギリス総選挙では、200人の女性政治家が国会議員に当選した。

## 女性の政治要職

イギリスの首相及びG7諸国の国家元首として初の女性であるマーガレット・サッチャー。

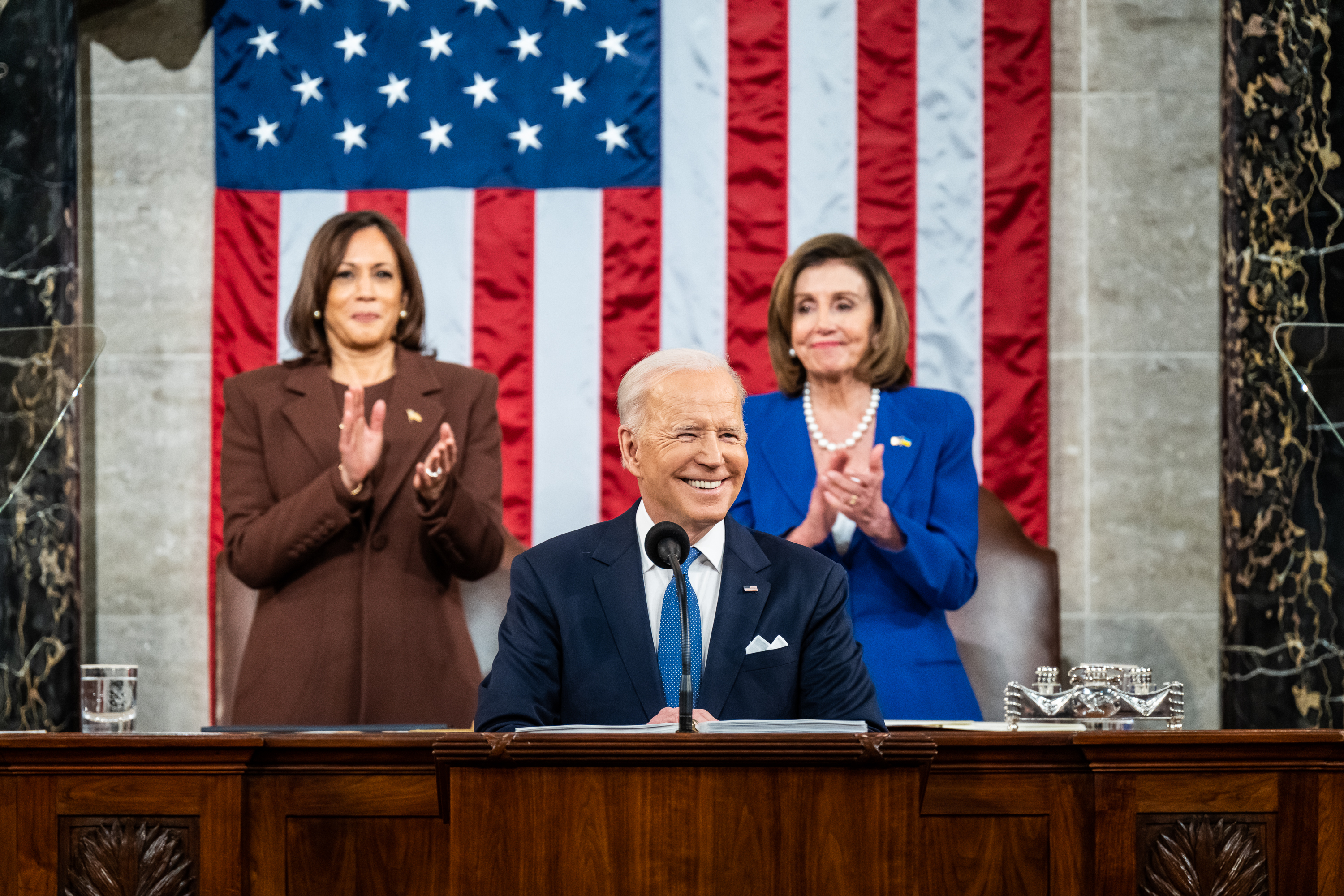
一般教書演説をするバイデン大統領
カマラ・ハリス副大統領（後段左）
ナンシー・ペロシ下院議長（同右）

欧米諸国では女性政治家が多くなるに従って、女性が閣僚などの女性の政治要職となることも珍しいことではなくなった。20世紀末には、女性が首相を務めたり、閣僚の半数（若しくは半数近く）を女性が占めることもごく普通のことになった。そうした流れは欧米諸国だけではなくイスラム圏にも波及し、何人かの女性が閣僚または首相に就任している。
また、アジア諸国でも大統領や首相といった要職を占める女性の例は多い。ただしアジア諸国の政界では世襲・縁戚による女性閣僚や女性首相の例が多く、女性の地位の向上とは必ずしも結びついていない。
日本でも女性閣僚は誕生しているが、他の欧米先進国に比べると非常に少ない。日本において女性が内閣総理大臣になった例はまだないが、国会議長、第二政党党首、都道府県知事になった例はある。また他の主要国ではアメリカ合衆国大統領、フランス共和国大統領など、過去に女性の大統領・首相経験者が一人もいない国はいくつかある。また地方政治ではネリー・ロスが1925年にワイオミング州知事に選出されアメリカ初の女性州知事が誕生し、その後も多くの女性州知事が誕生している。

### 現在の各国女性指導者
2024年12月時点において任期中の各国女性指導者
| 任期開始       | 役職   | 名前                             | 国・地域       |
| -------------- | ------ | -------------------------------- | -------------- |
| 2015年3月21日  | 首相   | サーラ・クーゴンゲルワ           | ナミビア       |
| 2018年5月25日  | 首相   | ミア・モトリー                   | バルバドス     |
| 2019年6月27日  | 首相   | メッテ・フレデリクセン           | デンマーク     |
| 2020年12月23日 | 大統領 | マイア・サンドゥ                 | モルドバ       |
| 2021年3月19日  | 大統領 | サミア・スルフ・ハッサン         | タンザニア     |
| 2022年1月27日  | 大統領 | シオマラ・カストロ               | ホンジュラス   |
| 2022年10月22日 | 首相   | ジョルジャ・メローニ             | イタリア       |
| 2022年12月7日  | 大統領 | ディナ・ボルアルテ               | ペルー         |
| 2023年9月15日  | 首相   | エビカ・シリニャ                 | ラトビア       |
| 2024年1月3日   | 大統領 | ヒルダ・ハイネ                   | マーシャル諸島 |
| 2024年8月18日  | 首相   | ペートンターン・シナワット       | タイ王国       |
| 2024年10月1日  | 大統領 | クラウディア・シェインバウム     | メキシコ       |
| 2024年12月21日 | 首相   | クリストルン・フロスタドッティル | アイスランド   |

### 日本の女性閣僚の一覧
| 内閣                        | 女性閣僚     | 役職                             | 在任期間                       | 政党           |
| --------------------------- | ------------ | -------------------------------- | ------------------------------ | -------------- |
| 池田内閣                    | 中山マサ     | 厚生大臣                         | 1960年7月19日 - 1960年12月8日  | 自由民主党     |
| 池田内閣                    | 近藤鶴代     | 科学技術庁長官                   | 1962年7月18日 - 1963年7月18日  | 自由民主党     |
| 中曽根内閣                  | 石本茂       | 環境庁長官                       | 1984年11月1日 - 1985年12月28日 | 自由民主党     |
| 海部内閣                    | 森山真弓     | 環境庁長官                       | 1989年8月10日 - 1989年8月25日  | 自由民主党     |
| 海部内閣                    | 森山真弓     | 内閣官房長官                     | 1989年8月25日 - 1990年2月28日  | 自由民主党     |
| 海部内閣                    | 高原須美子   | 経済企画庁長官                   | 1989年8月10日 - 1990年2月28日  | 民間人         |
| 海部内閣                    | 山東昭子     | 科学技術庁長官                   | 1990年12月29日 - 1991年11月5日 | 自由民主党     |
| 宮沢内閣                    | 森山真弓     | 文部大臣                         | 1992年12月12日 - 1993年8月9日  | 自由民主党     |
| 細川内閣                    | 赤松良子     | 文部大臣                         | 1993年8月9日 - 1994年4月28日   | 民間人         |
| 細川内閣                    | 久保田真苗   | 経済企画庁長官                   | 1993年8月9日 - 1994年4月28日   | 日本社会党     |
| 細川内閣                    | 広中和歌子   | 環境庁長官                       | 1993年8月9日 - 1994年4月28日   | 公明党国民会議 |
| 羽田内閣                    | 赤松良子     | 文部大臣                         | 1994年4月28日 - 1994年6月30日  | 民間人         |
| 羽田内閣                    | 浜四津敏子   | 環境庁長官                       | 1994年4月28日 - 1994年6月30日  | 公明党         |
| 村山内閣                    | 田中眞紀子   | 科学技術庁長官                   | 1994年6月30日 - 1995年8月8日   | 自由民主党     |
| 橋本内閣                    | 長尾立子     | 法務大臣                         | 1996年1月11日 - 1996年11月7日  | 民間人         |
| 橋本内閣                    | 石井道子     | 環境庁長官                       | 1996年11月7日 - 1997年9月11日  | 自由民主党     |
| 小渕内閣                    | 野田聖子     | 郵政大臣                         | 1998年7月29日 - 1999年10月5日  | 自由民主党     |
| 小渕内閣                    | 清水嘉与子   | 環境庁長官                       | 1999年10月5日 - 2000年4月5日   | 自由民主党     |
| 森内閣                      | 清水嘉与子   | 環境庁長官                       | 2000年4月5日 - 2000年7月4日    | 自由民主党     |
| 森内閣                      | 扇千景       | 建設大臣                         | 2000年7月4日 - 2001年1月5日    | 保守党         |
| 森内閣                      | 扇千景       | 運輸大臣                         | 2000年7月4日 - 2001年1月5日    | 保守党         |
| 森内閣                      | 扇千景       | 北海道開発庁長官                 | 2000年7月4日 - 2001年1月5日    | 保守党         |
| 森内閣                      | 扇千景       | 国土庁長官                       | 2000年7月4日 - 2001年1月5日    | 保守党         |
| 森内閣                      | 扇千景       | 国土交通大臣                     | 2001年1月6日 - 2003年9月22日   | 保守党         |
| 森内閣                      | 川口順子     | 環境庁長官                       | 2000年7月4日 - 2001年1月6日    | 民間人         |
| 森内閣                      | 川口順子     | 環境大臣                         | 2001年1月6日 - 2001年4月26日   | 民間人         |
| 小泉内閣                    | 森山真弓     | 法務大臣                         | 2001年4月26日 - 2003年9月22日  | 自由民主党     |
| 小泉内閣                    | 田中眞紀子   | 外務大臣                         | 2001年4月26日 - 2002年1月30日  | 自由民主党     |
| 小泉内閣                    | 川口順子     | 環境大臣                         | 2001年4月26日 - 2002年9月30日  | 民間人         |
| 小泉内閣                    | 川口順子     | 外務大臣                         | 2002年2月1日 - 2004年9月27日   | 民間人         |
| 小泉内閣                    | 遠山敦子     | 文部科学大臣                     | 2001年4月26日 - 2003年9月22日  | 民間人         |
| 小泉内閣                    | 小池百合子   | 環境大臣                         | 2003年11月19日 - 2006年9月26日 | 自由民主党     |
| 小泉内閣                    | 小池百合子   | 沖縄及び北方対策担当大臣         | 2004年9月27日 - 2006年9月26日  | 自由民主党     |
| 小泉内閣                    | 小野清子     | 国家公安委員長                   | 2003年9月22日 - 2004年9月27日  | 自由民主党     |
| 小泉内閣                    | 小野清子     | 青少年育成及び少子化対策担当大臣 | 2003年9月22日 - 2004年9月27日  | 自由民主党     |
| 小泉内閣                    | 小野清子     | 食品安全担当大臣                 | 2003年9月22日 - 2004年9月27日  | 自由民主党     |
| 小泉内閣                    | 南野知恵子   | 法務大臣                         | 2004年9月27日 - 2005年10月30日 | 自由民主党     |
| 小泉内閣                    | 南野知恵子   | 青少年育成及び少子化対策担当大臣 | 2004年9月27日 - 2005年10月30日 | 自由民主党     |
| 小泉内閣                    | 猪口邦子     | 少子化担当大臣                   | 2005年10月30日 - 2006年9月26日 | 自由民主党     |
| 小泉内閣                    | 猪口邦子     | 男女共同参画担当大臣             | 2005年10月30日 - 2006年9月26日 | 自由民主党     |
| 第1次安倍内閣               | 大田弘子     | 経済財政政策担当大臣             | 2006年9月26日 - 2007年9月25日  | 民間人         |
| 第1次安倍内閣               | 高市早苗     | 沖縄･北方対策担当大臣            | 2006年9月26日 - 2007年8月27日  | 自由民主党     |
| 第1次安倍内閣               | 高市早苗     | 科学技術政策担当大臣             | 2006年9月26日 - 2007年8月27日  | 自由民主党     |
| 第1次安倍内閣               | 高市早苗     | イノベーション担当大臣           | 2006年9月26日 - 2007年8月27日  | 自由民主党     |
| 第1次安倍内閣               | 高市早苗     | 少子化・男女共同参画担当大臣     | 2006年9月26日 - 2007年8月27日  | 自由民主党     |
| 第1次安倍内閣               | 高市早苗     | 食品安全担当大臣                 | 2006年9月26日 - 2007年8月27日  | 自由民主党     |
| 第1次安倍内閣               | 小池百合子   | 防衛大臣                         | 2007年7月4日 - 2007年8月27日   | 自由民主党     |
| 第1次安倍内閣               | 上川陽子     | 少子化対策担当大臣               | 2007年8月27日 - 2007年9月25日  | 自由民主党     |
| 第1次安倍内閣               | 上川陽子     | 男女共同参画担当大臣             | 2007年8月27日 - 2007年9月25日  | 自由民主党     |
| 福田内閣                    | 大田弘子     | 経済財政政策担当大臣             | 2007年9月26日 - 2008年8月2日   | 民間人         |
| 福田内閣                    | 上川陽子     | 少子化対策担当大臣               | 2007年9月26日 - 2008年8月2日   | 自由民主党     |
| 福田内閣                    | 上川陽子     | 男女共同参画担当大臣             | 2007年9月26日 - 2008年8月2日   | 自由民主党     |
| 福田内閣                    | 野田聖子     | 消費者行政担当大臣               | 2008年8月2日 - 2008年9月24日   | 自由民主党     |
| 福田内閣                    | 中山恭子     | 拉致問題担当大臣                 | 2008年8月2日 - 2008年9月24日   | 自由民主党     |
| 麻生内閣                    | 野田聖子     | 消費者行政担当大臣               | 2008年9月24日 - 2009年9月16日  | 自由民主党     |
| 麻生内閣                    | 野田聖子     | 科学技術政策担当大臣             | 2008年9月24日 - 2009年9月16日  | 自由民主党     |
| 麻生内閣                    | 野田聖子     | 食品安全担当大臣                 | 2008年9月24日 - 2009年9月16日  | 自由民主党     |
| 麻生内閣                    | 小渕優子     | 少子化対策担当大臣               | 2008年9月24日 - 2009年9月16日  | 自由民主党     |
| 麻生内閣                    | 小渕優子     | 男女共同参画担当大臣             | 2008年9月24日 - 2009年9月16日  | 自由民主党     |
| 鳩山由紀夫内閣              | 千葉景子     | 法務大臣                         | 2009年9月16日 - 2010年6月8日   | 民主党         |
| 鳩山由紀夫内閣              | 福島瑞穂     | 少子化対策担当大臣               | 2009年9月16日 - 2010年6月8日   | 社会民主党     |
| 菅直人内閣                  | 千葉景子     | 法務大臣                         | 2010年6月8日 - 2010年9月17日   | 民主党         |
| 菅直人内閣                  | 蓮舫         | 行政刷新担当大臣                 | 2010年6月8日 - 2010年9月17日   | 民主党         |
| 菅直人内閣                  | 岡崎トミ子   | 国家公安委員長                   | 2010年9月17日 - 2011年1月14日  | 民主党         |
| 野田内閣                    | 蓮舫         | 行政刷新担当大臣                 | 2011年9月2日 - 2012年1月13日   | 民主党         |
| 野田内閣                    | 小宮山洋子   | 厚生労働大臣                     | 2011年9月2日 - 2012年10月1日   | 民主党         |
| 野田内閣                    | 田中眞紀子   | 文部科学大臣                     | 2012年10月1日 - 2012年12月26日 | 民主党         |
| 第2次・第3次・第4次安倍内閣 | 稲田朋美     | 規制改革担当大臣                 | 2012年12月26日 - 2014年9月3日  | 自由民主党     |
| 第2次・第3次・第4次安倍内閣 | 稲田朋美     | 防衛大臣                         | 2016年8月3日 - 2017年7月28日   | 自由民主党     |
| 第2次・第3次・第4次安倍内閣 | 森雅子       | 少子化対策担当大臣               | 2012年12月26日 - 2014年9月3日  | 自由民主党     |
| 第2次・第3次・第4次安倍内閣 | 松島みどり   | 法務大臣                         | 2014年9月3日 - 2014年10月20日  | 自由民主党     |
| 第2次・第3次・第4次安倍内閣 | 小渕優子     | 経済産業大臣                     | 2014年9月3日 - 2014年10月20日  | 自由民主党     |
| 第2次・第3次・第4次安倍内閣 | 高市早苗     | 総務大臣                         | 2014年9月3日 - 2017年8月3日    | 自由民主党     |
| 第2次・第3次・第4次安倍内閣 | 山谷えり子   | 国家公安委員長                   | 2014年9月3日 - 2015年10月7日   | 自由民主党     |
| 第2次・第3次・第4次安倍内閣 | 有村治子     | 少子化対策担当大臣               | 2014年9月3日 - 2015年10月7日   | 自由民主党     |
| 第2次・第3次・第4次安倍内閣 | 有村治子     | 消費者及び食品安全担当大臣       | 2014年9月3日 - 2014年12月24日  | 自由民主党     |
| 第2次・第3次・第4次安倍内閣 | 有村治子     | 国家公務員制度担当大臣           | 2014年9月3日 - 2015年10月7日   | 自由民主党     |
| 第2次・第3次・第4次安倍内閣 | 有村治子     | 規制改革担当大臣                 | 2014年9月3日 - 2015年10月7日   | 自由民主党     |
| 第2次・第3次・第4次安倍内閣 | 上川陽子     | 法務大臣                         | 2014年10月21日 - 2015年10月7日 | 自由民主党     |
| 第2次・第3次・第4次安倍内閣 | 上川陽子     | 法務大臣                         | 2017年8月3日 - 2018年10月2日   | 自由民主党     |
| 第2次・第3次・第4次安倍内閣 | 丸川珠代     | 環境大臣                         | 2015年10月7日 - 2016年8月3日   | 自由民主党     |
| 第2次・第3次・第4次安倍内閣 | 丸川珠代     | 五輪担当大臣                     | 2015年10月7日 - 2016年8月3日   | 自由民主党     |
| 第2次・第3次・第4次安倍内閣 | 島尻安伊子   | 沖縄･北方対策担当大臣            | 2015年10月7日 - 2016年8月3日   | 自由民主党     |
| 第2次・第3次・第4次安倍内閣 | 野田聖子     | 総務大臣                         | 2017年8月3日 - 2018年10月2日   | 自由民主党     |
| 第2次・第3次・第4次安倍内閣 | 片山さつき   | 地方創生担当大臣                 | 2018年10月2日 - 2019年9月11日  | 自由民主党     |
| 第2次・第3次・第4次安倍内閣 | 高市早苗     | 総務大臣                         | 2019年9月11日 - 2020年9月16日  | 自由民主党     |
| 第2次・第3次・第4次安倍内閣 | 橋本聖子     | 五輪担当大臣                     | 2019年9月11日 - 2020年9月16日  | 自由民主党     |
| 第2次・第3次・第4次安倍内閣 | 森まさこ     | 法務大臣                         | 2019年10月31日 - 2020年9月16日 | 自由民主党     |
| 菅義偉内閣                  | 上川陽子     | 法務大臣                         | 2020年9月16日 - 2021年10月4日  | 自由民主党     |
| 菅義偉内閣                  | 橋本聖子     | 五輪担当大臣                     | 2020年9月16日 - 2021年2月18日  | 自由民主党     |
| 菅義偉内閣                  | 丸川珠代     | 五輪担当大臣                     | 2021年2月18日 - 2021年10月4日  | 自由民主党     |
| 岸田内閣                    | 牧島かれん   | デジタル大臣                     | 2021年10月4日 - 2022年8月10日  | 自由民主党     |
| 岸田内閣                    | 牧島かれん   | 規制改革担当大臣                 | 2021年10月4日 - 2022年8月10日  | 自由民主党     |
| 岸田内閣                    | 野田聖子     | 地方創生担当大臣                 | 2021年10月4日 - 2022年8月10日  | 自由民主党     |
| 岸田内閣                    | 野田聖子     | 少子化対策担当大臣               | 2021年10月4日 - 2022年8月10日  | 自由民主党     |
| 岸田内閣                    | 野田聖子     | 男女共同参画担当大臣             | 2021年10月4日 - 2022年8月10日  | 自由民主党     |
| 岸田内閣                    | 堀内詔子     | 五輪担当大臣                     | 2021年10月4日 - 2022年3月31日  | 自由民主党     |
| 岸田内閣                    | 永岡桂子     | 文部科学大臣                     | 2022年8月10日 - 2023年9月13日  | 自由民主党     |
| 岸田内閣                    | 高市早苗     | 知的財産戦略担当大臣             | 2022年8月10日 - 2024年10月1日  | 自由民主党     |
| 岸田内閣                    | 高市早苗     | 科学技術政策担当大臣             | 2022年8月10日 - 2024年10月1日  | 自由民主党     |
| 岸田内閣                    | 高市早苗     | 宇宙政策担当大臣                 | 2022年8月10日 - 2024年10月1日  | 自由民主党     |
| 岸田内閣                    | 高市早苗     | 経済安全保障担当大臣             | 2022年8月10日 - 2024年10月1日  | 自由民主党     |
| 岸田内閣                    | 上川陽子     | 外務大臣                         | 2023年9月13日 - 2024年10月1日  | 自由民主党     |
| 岸田内閣                    | 土屋品子     | 復興大臣                         | 2023年9月13日 - 2024年10月1日  | 自由民主党     |
| 岸田内閣                    | 加藤鮎子     | こども政策担当大臣               | 2023年9月13日 - 2024年10月1日  | 自由民主党     |
| 岸田内閣                    | 加藤鮎子     | 少子化対策担当大臣               | 2023年9月13日 - 2024年10月1日  | 自由民主党     |
| 岸田内閣                    | 加藤鮎子     | 若者活躍担当大臣                 | 2023年9月13日 - 2024年10月1日  | 自由民主党     |
| 岸田内閣                    | 加藤鮎子     | 男女共同参画担当大臣             | 2023年9月13日 - 2024年10月1日  | 自由民主党     |
| 岸田内閣                    | 自見英子     | 沖縄･北方対策担当大臣            | 2023年9月13日 - 2024年10月1日  | 自由民主党     |
| 石破内閣                    | 阿部俊子     | 文部科学大臣                     | 2024年10月1日 -                | 自由民主党     |
| 石破内閣                    | 三原じゅん子 | こども対策担当大臣               | 2024年10月1日 -                | 自由民主党     |
| 石破内閣                    | 三原じゅん子 | 少子化対策担当大臣               | 2024年10月1日 -                | 自由民主党     |
| 石破内閣                    | 三原じゅん子 | 若者活躍担当担当大臣             | 2024年10月1日 -                | 自由民主党     |
| 石破内閣                    | 三原じゅん子 | 男女共同参画担当大臣             | 2024年10月1日 -                | 自由民主党     |

### 日本の女性国会議長の一覧
| 女性国会代表 | 役職         | 期間                          |
| ------------ | ------------ | ----------------------------- |
| 土井たか子   | 衆議院議長   | 1993年8月6日 - 1996年8月23日  |
| 扇千景       | 参議院議長   | 2004年7月30日 - 2007年7月28日 |
| 山東昭子     | 参議院副議長 | 2007年8月7日 - 2010年7月30日  |
| 山東昭子     | 参議院議長   | 2019年8月1日 - 2022年8月3日   |

### 日本の女性知事の一覧
| 女性知事   | 役職       | 期間                          |
| ---------- | ---------- | ----------------------------- |
| 太田房江   | 大阪府知事 | 2000年2月6日 - 2008年2月5日   |
| 潮谷義子   | 熊本県知事 | 2000年4月16日 - 2008年4月15日 |
| 堂本暁子   | 千葉県知事 | 2001年4月5日 - 2009年4月4日   |
| 高橋はるみ | 北海道知事 | 2003年4月23日 - 2019年4月22日 |
| 嘉田由紀子 | 滋賀県知事 | 2006年7月20日 - 2014年7月19日 |
| 吉村美栄子 | 山形県知事 | 2009年2月14日 -               |
| 小池百合子 | 東京都知事 | 2016年8月2日 -                |